# NGC 1638
NGC 1638 is een lensvormig sterrenstelsel in het sterrenbeeld Eridanus. Het hemelobject werd op 1 februari 1786 ontdekt door de Duits-Britse astronoom William Herschel.

## Synoniemen
- PGC 15824
- UGC 3133
- MCG 0-12-69
- ZWG 393.68